# Bulgarie au Concours Eurovision de la chanson 2011
La Bulgarie a participé au Concours Eurovision de la chanson 2011 à Düsseldorf en Allemagne,. La Bulgarie a sélectionné son représentant par une finale nationale, organisée par le diffuseur national bulgare (БНТ/BNT). Il s'agit de la septième participation du pays au Concours depuis 2005.

## Procédure de sélection
Le 3 décembre 2010, la BNT a officiellement établie les règles pour la sélection, ayant confirmer sa participation pour 2011 le 26 novembre 2010 à l'UER, le dernier jour de l'inscription au Concours.
Les règles, publiées sur le site officiel de la Télévision nationale bulgare, précisent que les chansons doivent être en bulgare, et n'ont pas dues être publiées avant le 1er septembre 2010. Les chansons peuvent être soumises jusqu'au 9 février 2011. 
En janvier 2011, le diffuseur a annoncé les détails de sa sélection. Une finale nationale aura lieu le 23 février 2011. Un jury composé de 31 personnes de l'industrie de la musique, choisi préalablement par la BNT, choisira les participants final. Les dix meilleurs artistes doivent soumettre trois chansons pour la finale. À la finale, le jury votera avec les téléspectateurs (50 %).

## Finale 2011
| Passage | Artiste                 | Chanson              | Résultat |
| ------- | ----------------------- | -------------------- | -------- |
| 1       | Wickeda                 | "Blue Cotton Levi's" |          |
| 2       | Plamena Petrova         | "Bez Teb"            |          |
| 3       | 032                     | "On Air"             |          |
| 4       | Simona Sivanio & Sprint | "The New Earth"      |          |
| 5       | Vlado Dimov             | "Sjanka"             |          |
| 6       | Rut Koleva              | "Fever"              |          |
| 7       | Jerihon                 | "Smile"              |          |
| 8       | Elmira Kostova          | "Mome Hubava"        |          |
| 9       | 5-te Sezona             | "Take My Hand"       |          |
| 10      | Mona                    | "Teen Life"          | 3e       |
| 11      | D2                      | "Glorious Twist"     |          |
| 12      | Lazar Kisiov            | "Zamestitel"         |          |
| 13      | Cvetelina Chendova      | "Luxury Hotel"       |          |
| 14      | Stanny Brown ft. Naso   | "I Know"             |          |
| 15      | Poli Genova             | "Na Inat"            | 1er      |
| 16      | Boyan Mihailov          | "Nestinari"          |          |
| 17      | Milena Slavova          | "Fire In My Hair"    | 2e       |
| 18      | Jakob                   | "Wicked Way of Love" |          |
| 19      | Emilia Valenti          | "Plenqvash me"       |          |

## À l'Eurovision
La Bulgarie participera à la seconde demi-finale du Concours, le 12 mai 2011. Le pays ne s'est pas qualifié en finale, mais finit 12e à la demi-finale avec la Slovaquie. Les deux pays ont obtenu 48 points. Ci-dessous, le tableau des points attribués par la Bulgarie.
| Points | Country            |
| ------ | ------------------ |
| 12     | Royaume-Uni        |
| 10     | Grèce              |
| 08     | Ukraine            |
| 07     | Danemark           |
| 06     | Roumanie           |
| 05     | Autriche           |
| 04     | Russie             |
| 03     | Irlande            |
| 02     | Bosnie-Herzégovine |
| 01     | Géorgie            |